# Serrata fasciata
Serrata fasciata är en snäckart som först beskrevs av G.B. Sowerby II 1846.  Serrata fasciata ingår i släktet Serrata och familjen Marginellidae. Inga underarter finns listade i Catalogue of Life.